# Jim Farley (acteur)
Pour les articles homonymes, voir Jim Farley.
Jim Farley (8 janvier 1882 Waldron (Arkansas) - 12 octobre 1947 Pacoima, Californie), est un acteur américain. Il a joué dans plus de 200 films.

## Filmographie partielle
- 1916 : Sins of Her Parent de Frank Lloyd
- 1917 : The Stainless Barrier de Thomas N. Heffron
- 1917 : The Bride's Silence de Henry King
- 1917 : The Highway of Hope de Howard Estabrook
- 1918 : Desert Law de Jack Conway
- 1919 : You Never Saw Such a Girl de Robert G. Vignola
- 1922 : Héritage de haine (Gleam O'Dawn) de John Francis Dillon
- 1923 : La Femme aux quatre masques (The Woman with Four Faces) d'Herbert Brenon
- 1925 : A Son of His Father de Victor Fleming
- 1926 : Le Mécano de la « General » (The General) de Buster Keaton et Clyde Bruckman
- 1928 : A Woman Against the World de George Archainbaud
- 1929 : La Danse de la vie (The Dance of Life ) de  John Cromwell et A. Edward Sutherland
- 1931 : Caught Plastered de William A. Seiter
- 1932 : Texas Cyclone de D. Ross Lederman
- 1933 : The Chief de Charles Reisner
- 1935 : Les Loups du désert (Westward Ho) de Robert N. Bradbury
- 1935 : Émeutes de Lloyd Bacon
- 1936 : Capitaine Janvier (Captain January) de David Butler
- 1941 : Rien que la vérité (Nothing But the Truth) d'Elliott Nugent
- 1944 : Heavenly Days  de Howard Estabrook
- 1947 : Deux Nigauds démobilisés (Buck Privates Come Home) de Charles Barton